# Mudenbach (Wied)
Der Mudenbach ist ein etwa zweieinhalb Kilometer langer rechter und nordöstlicher Zufluss der Wied im rheinland-pfälzischen Westerwaldkreis.

## Geographie

### Verlauf
Der Mudenbach entspringt auf einer Höhe von etwa 310 m ü. NN nördlich von Mudenbach in der Flur In der Neuwiese. Er fließt zunächst gut zweihundert Meter in südwestlicher Richtung und wird dann auf seiner rechten Seite von einem zweiten etwas längeren Quellast gespeist. Der vereinigte Bach fließt nun in südsüdwestlicher Richtung durch die Flur Ober dem Weiher und erreicht dann den Nordostrand der Ortschaft Mudenbach. Der Bach läuft am Ostrand des Orts entlang. Nachdem er die K 15 unterquert hat, wechselt er seinen Lauf nach Südsüdosten, kreuzt dann den Mühlenweg und fließt danach durch die Flurstücke In der untersten Dorfwiese und In der Bornwiese. Sein Lauf ist hier stark begradigt. Südöstlich der Flur Unter dem Dorf verstärkt ihn auf seiner linken Seite der Forstbruchgraben. Der Mudenbach bewegt sich nun nach Südsüdwesten, bildet in der Flur An der Kehr einen kleinen Teich, unterquert danach die L 265 und mündet schließlich zwischen Mudenbach und dem Ortsteil Hanwerth in der Flur Im Bornrain auf einer Höhe von etwa 254 m ü. NN von rechts in die Wied.

### Zuflüsse
- Forstbruchgraben (links), 1,1 km[3]